# 霸州站
霸州站位于中华人民共和国河北省廊坊市霸州市，是京九铁路和津霸铁路的一座火车站，等级为三等站，是京九铁路与津霸联络线的交汇站，距北京西站92公里，距常平站2223公里，本站及相邻上下行区间均为电气化区段。车站建于1996年，办理客货运业务。

## 接驳交通
该站邻近霸州市客运站，车站东侧自2006年12月1日起有北京八方达承运的943路长途巴士前往北京永定门，直至2022年7月11日霸州火车站场站腾退。

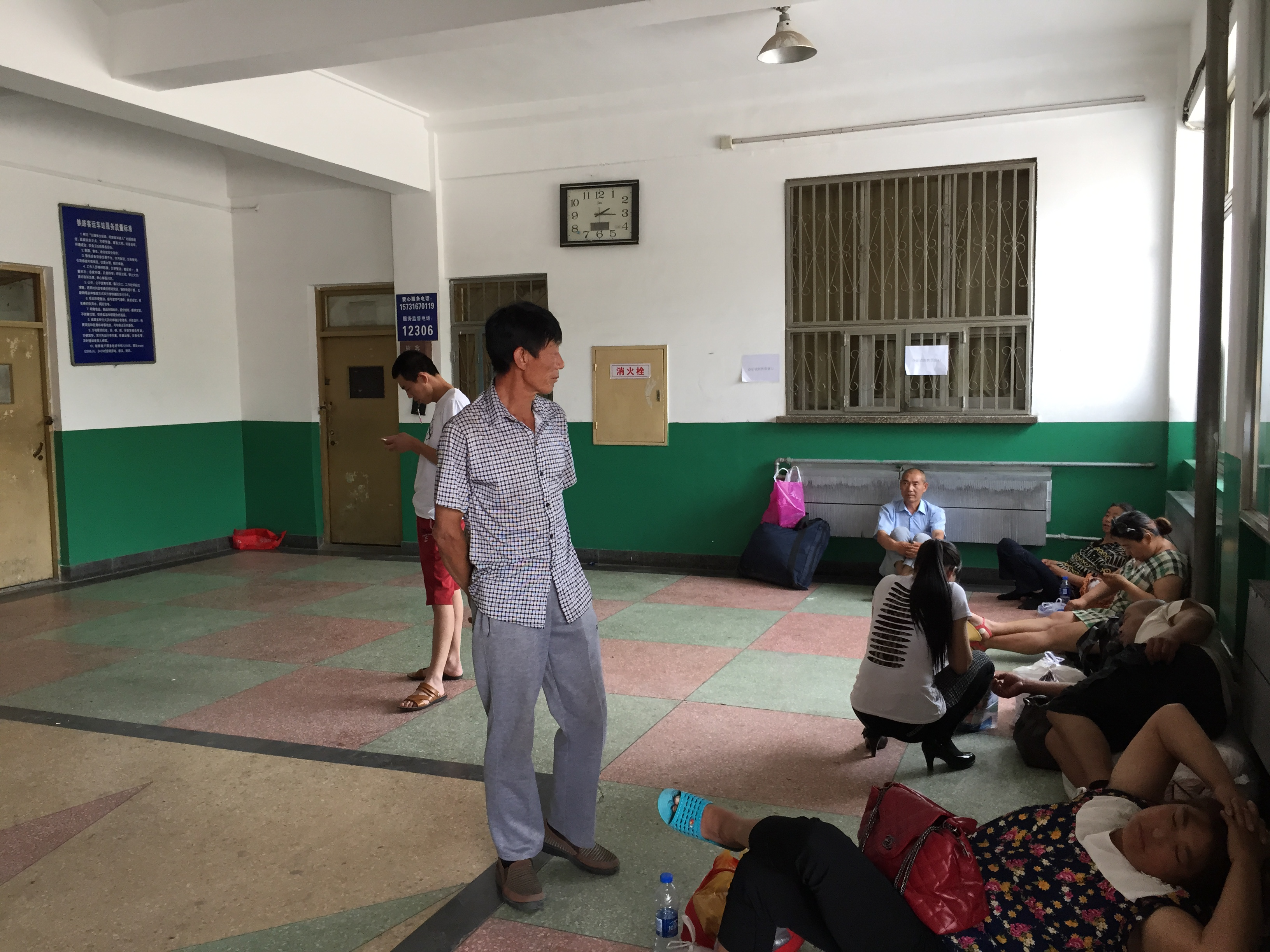
霸州站内一侧
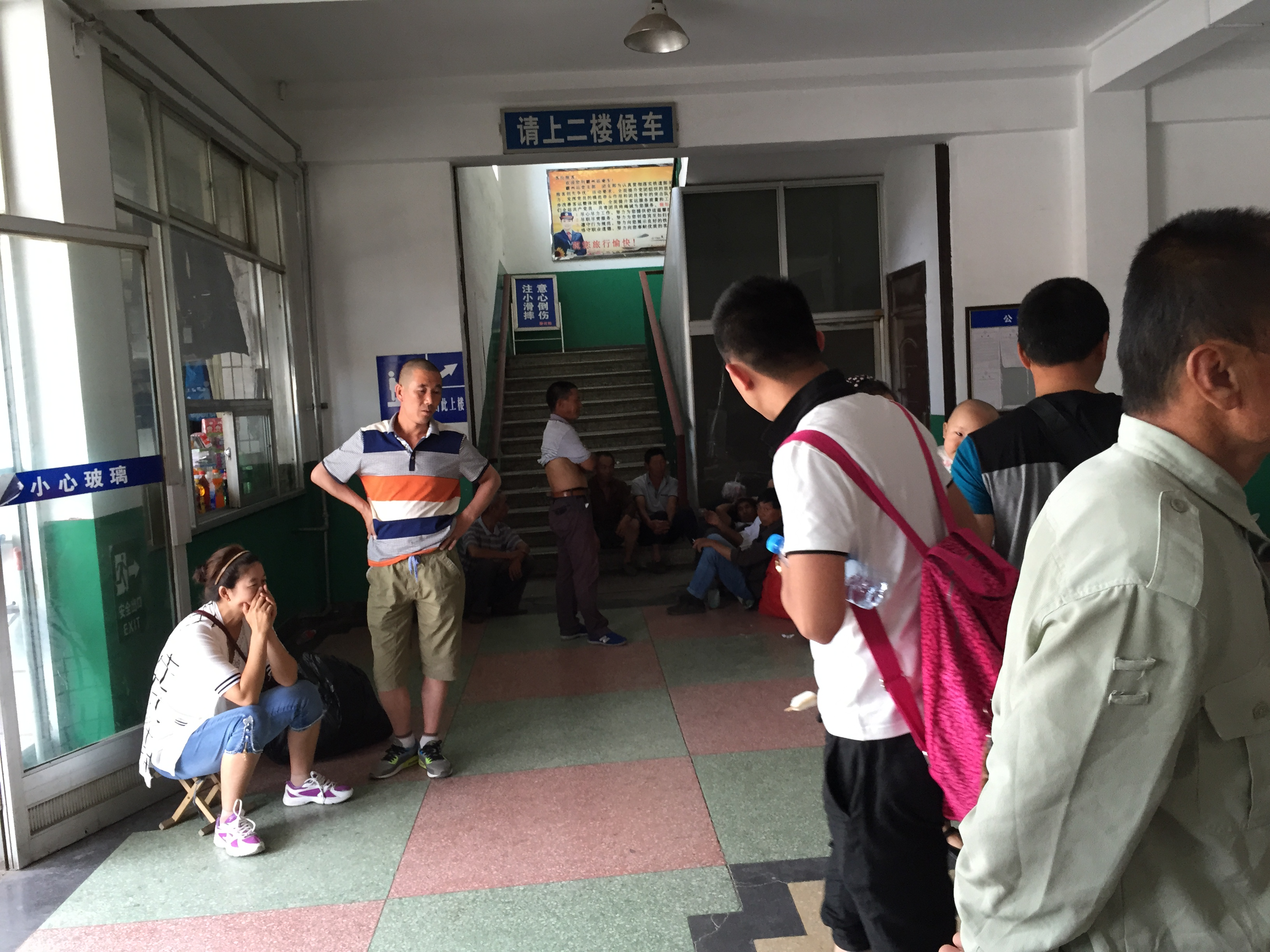
霸州站通往候车室的楼梯
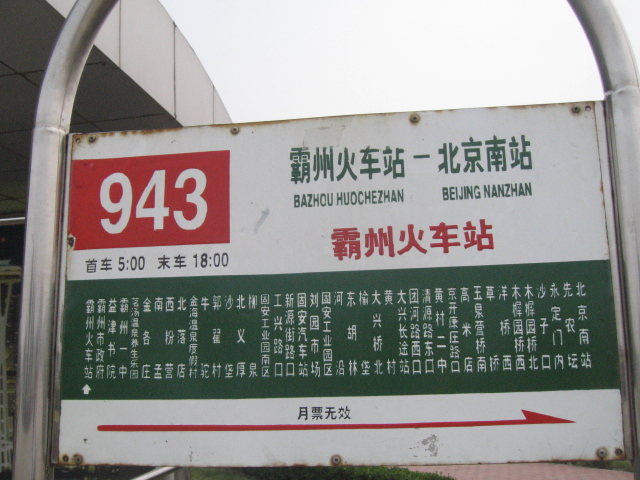
2008年霸州站外的943路站牌